# Видар
Видар (на исландски: Víðarr) е бог на войната от числото на боговете аси в скандинавската митология, син на Один и великанката Грид.
Описван е като мълчалив (наричан е „Мълчаливият ас“), най-силният сред асите след Тор, другите аси се уповават на Видар в тежки моменти. Той е бог, свързан с отмъщението – според прорицанието, когато настъпи Рагнарьок и се разрази последната битка на боговете, Видар ще убие чудовищния вълк Фенрир, погубил преди това баща му Один. В описанието на Видар се споменава, че той носи дебели обувки (те са съшити с всички пари, плащани от хората, поръчвали обувки през годините) – това вероятно е във връзка с начина, по който ще убие Фенрир – настъпвайки долната му челюст и разсичайки го с меч. Според митовете Видар ще преживее Рагнарьок и ще живее в новия свят.